# Pascoea mimica
Pascoea mimica är en skalbaggsart som beskrevs av J. Linsley Gressitt 1984. Pascoea mimica ingår i släktet Pascoea och familjen långhorningar. Inga underarter finns listade i Catalogue of Life.